# Cave à la Chèvre
Pour un article plus général, voir Grottes de Saulges.
La cave à la Chèvre est un site préhistorique appartenant au groupe des grottes de Saulges. Elle est située sur la commune de Saint-Pierre-sur-Erve, en Mayenne. Elle a livré des vestiges lithiques du Paléolithique supérieur et du Paléolithique moyen et des vestiges fauniques du Pléistocène moyen.

## Description
La grotte se caractérise par un double porche d’entrée, sur la rive droite de l'Erve, à environ 25 m au-dessus de l’actuel cours de la rivière. Sa profondeur n’est que d’une quinzaine de mètres, mais son orientation au sud et la large terrasse qui se développe devant les entrées engendrent des conditions tout à fait propices aux occupations préhistoriques.
Devant la cave à la Chèvre, un vaste cône d’éboulis scelle le pied de falaise. Ce sont ces dépôts qui recèlent les niveaux du Pléistocène supérieur, fouillés partiellement par l’abbé Joseph Maillard et Raoul Daniel, fournissant les premiers éléments stratigraphiques sur ce site. Celui-ci demeure des plus intéressants, car les données stratigraphiques, confirmées pour partie par les sondages archéologiques réalisés en 1999 - 2000 par Stéphan Hinguant, montrent que la quasi-totalité de la séquence du Paléolithique supérieur est représentée.

## Vestiges
Les cultures magdalénienne, solutréenne et aurignacienne mais également des occupations du Paléolithique moyen ont été reconnues à partir d’éléments mobiliers caractéristiques.

## Paléofaune
Des fossiles d’une faune du Pléistocène moyen, c’est-à-dire de plus de 130 000 ans, ont été récemment découverts sur le site. Il s’agit d’un fragment de canine d’Homotherium cf. latidens, un prédateur à dents de sabre, et d’une molaire de Dama clactoniana (daim de Clacton). La présence de ces fossiles dans le remanié des fouilles du XIXe siècle de la cave à la Chèvre indique donc qu’il existe peut-être encore un niveau du Pléistocène moyen à la base du gisement, non identifié à ce jour.

## Analyse
On ne sait pas si ces fossiles anciens témoignent de l’existence d’un simple repaire de carnivores ou bien s’ils proviennent d’une occupation de la grotte par des Néandertaliens au Pléistocène moyen. Outre l’étude des séquences du Pléistocène supérieur, la recherche d’un niveau attribuable au Pléistocène moyen sera donc un fil conducteur lors de la reprise des fouilles sur le site.